# Сорбарония
Сорбарония (лат. Sorbaronia, лат. х Sorbaronia) — небольшой род кустарников и деревьев семейства Розовые. Включает природные и искусственно выведенные межродовые гибриды от скрещивания представителей рода Рябина (Sorbus) и Арония (Aronia). Название также образовано от слияния родительских латинских названий Sorbus + aronia.
Самым известным представителем рода является черноплодная рябина (Sorbaronia × fallax), которую нередко путают с аронией черноплодной (Aronia melanocarpa) из рода Арония.
Ареал природных видов охватывает восточные области Канады (провинции Нью-Брансуик), Ньюфаундленд и Лабрадор, Новая Шотландия, Квебек) и северо-восток США (штаты Мэн, Массачусетс).

## Классификация

### Таксономическое положение
- Sorbaronia C.K.Schneid., 1906, Repert. Spec. Nov. Regni Veg. 3: 134

Род Сорбарония включается в семейство Розовые (Rosaceae) порядка Розоцветные (Rosales), последовательно входящего в более крупные клады Фабиды → Розиды → Суперрозиды → Эвдикоты → Цветковые растения. Таксономическая схема в соответствии с Системой APG IV по состоянию на июнь 2024 года:
|  |                          |  |                                   |                                   |                   |  | еще 8 семейств |               |                |                                                           |
|  |                          |  |                                   |                                   |                   |  |                |               |                | 7 подтвержденных видов и 8 видов, ожидающих подтверждения |
|  |                          |  |                                   | порядок Розоцветные               |                   |  |                |               | род Сорбарония |                                                           |
|  |                          |  |                                   | порядок Розоцветные               |                   |  |                |               | род Сорбарония |                                                           |
|  | клада Цветковые растения |  |                                   |                                   | семейство Розовые |  |                |               |                |                                                           |
|  | клада Цветковые растения |  |                                   |                                   |                   |  |                |               |                |                                                           |
|  |                          |  | ещё 63 порядка цветковых растений | ещё 63 порядка цветковых растений |                   |  |                | еще 116 родов | еще 116 родов  |                                                           |
|  |                          |  |                                   | ещё 63 порядка цветковых растений |                   |  |                |               | еще 116 родов  |                                                           |

## Виды
- Sorbaronia × arsenii (Britton ex L.Arsène) G.N.Jones
- Sorbaronia × fallax (C.K.Schneid.) C.K.Schneid. — Черноплодная рябина, или Арония Мичурина, или Черноплодка Мичурина
- Sorbaronia × hybrida (Moench) C.K.Schneid.
- Sorbaronia × jackii Rehder
- Sorbaronia × sorbifolia (Poir.) C.K.Schneid.
- Sorbaronia arsenii (Britton ex L.Arsène) G.N.Jones
- Sorbaronia monstrosa (Zabel) C.K.Schneid.